# 懷特道德哲學教授
懷特道德哲學教授（英語：White's Professor of Moral Philosophy）於1621年由博士後托马斯·怀特（1550–1624）（Thomas White）設立，由牛津大学基督堂学院認可 。 
根据最初的协议，教授每年将获得100英镑的津贴以及其他酬金。任期不得超过五年或最多十年。1673年，开始实行选举一名監考（通常是高级监考官）。随着时间的流逝，讲座完全被取消；乃至教授一職被遗忘，直至1829年2月重新復辦。 
教授职位在1858年根据英女王在议会批准的法规在新的基础上建立的。由于1877年专员制定的法规，该教授职位现在与牛津大學基督聖體學院（ Corpus Christi College）的奖学金掛勾。

## 曾擔任怀特道德哲学教授
- 1621，威廉·普赖斯，碩士， 牛津大学基督堂学院学生[1]
- 1630年，托马斯·布洛，碩士， 牛津大学基督堂学院学生[2]
- 1634年，爱德华·富勒姆，碩士，牛津大学基督堂学院学生[3]
- 1638年，乔治·吉斯比，碩士，圣约翰学院院士[4]
- 1643年， 约翰·伯肯黑德 （ John Berkenhead） ，碩士， 牛津大学万灵学院院士
- 1648年，爱德华·科普利（Edward Copley），碩士，牛津大學墨頓學院院士
- 1649年，亨利·威尔金森（Henry Wilkinson），學士，玛格达琳·霍尔 Magdalen Hall）校长
- 1654年，弗朗西斯·豪威尔，碩士， 牛津大学埃克塞特学院院士，耶稣学院校長
- 1657年，威廉·卡彭德，硕士，牛津大学基督堂学院学生
- 1660年，弗朗西斯·帕尔默，碩士，牛津大学基督堂学院学生
- 1664年，安德鲁·克里斯佩，碩士，牛津大学基督堂学院院士
- 1668年，纳撒尼尔·霍奇斯，硕士，牛津大学基督堂学院学生
- 1673年，亚伯拉罕·坎皮恩（Mr. Abraham Campion），硕士，三一学院院士兼高级督导员
- 1708年， 爱德华·瑟韦特（ Edward Thwaytes），碩士，牛津大学王后学院院士；雷吉乌斯希腊文教授
- 1829年，威廉·米尔斯（William Mills），牛津大学莫德林学院學士，牛津大学莫德林学院院士
- 1834年，雷恩·迪克森·汉普顿，博士後，圣玛丽堂（St. Mary Hall）校长；后来擔任瑞吉斯神学教授，赫里福德主教
- 1836年，威廉·塞维尔（William Sewell），硕士， 埃克塞特学院院士
- 1841年，查尔斯·威廉·斯托克（Charles William Stocker），博士後，有时为圣约翰学院院士
- 1842年，乔治·亨利·萨切维雷尔·约翰逊，碩士，牛津大学王后学院院士，塞维利亚天文学教授
- 1845年，亨利·乔治·利德尔，硕士，基督教堂学院的学生，后任系主任
- 1846年，约翰·马蒂亚斯·威尔逊（John Matthias Wilson），研究员，牛津大學基督聖體學院继任牛津大學基督聖體學院校長
- 1851年，约翰·马蒂亚斯·威尔逊连任
- 1856–1858年，空缺
- 1858年，约翰·马蒂亚斯·威尔逊连任
- 1874年，约翰·理查德·特纳·伊顿（1825年？），硕士，有时擔任默顿学院院士
- 1878年，托马斯·希尔（TH）格林（1836–1882），碩士， 巴利奥尔学院院士
- 1882 威廉·华莱士 （1843-1897），硕士， 牛津大学贝利奥尔学院学生； 牛津大學墨頓學院院士
- 1897年，约翰·亚历山大·斯图尔特 （1846-1933年），硕士， 牛津大学基督堂学院学生
- 1923年，威廉·戴维（WD）罗斯（1877–1971年），碩士， 牛津大学奥里尔学院
- 1928年，Harold Arthur（HA）Prichard （1871-1947），硕士，牛津大学新学院学者； 牛津大学赫特福德学院，牛津大学三一学院和牛津大學基督聖體學院研究员
- 1937年， 赫伯特·詹姆斯·佩顿（erbert James Paton）（1887–1969年），碩士，牛津大學基督聖體學院研究員
- 1952年，約翰·奧斯丁，碩士，牛津大学万灵学院和牛津大学莫德林学院研究員
- 1960年， 威廉·卡尔弗特·克耐尔（William Calvert Kneale）（1906–1990年），硕士，牛津大学埃克塞特学院院士
- 1966年，理查德·默文（Richard Mervyn）（1919–2002年），硕士，牛津大学贝利奥尔学院学生和院士； 牛津大學基督聖體學院院士
- 1983–90，闲置
- 1990，伯纳德·威廉姆斯，牛津大學基督聖體學院院士
- 1996年，詹姆斯·格里芬（ James Griffin ，1933-2019年），耶鲁大学學士，硕士，牛津大學基布爾學院和牛津大學基督聖體學院哲學博士
- 2001，John Broome （1947–），学士（剑桥），博士（麻省理工学院）， 牛津大學基督聖體學院研究員
- 2014年，杰夫·麦克马汉（1954–），学士（西沃恩南方大學），学士，碩士（牛津），博士（剑桥）， 牛津大學基督聖體學院研究員